# Коблівська сільська рада
Ко́блівська сільська́ ра́да —  орган місцевого самоврядування Коблівської громади  в Миколаївському районі Миколаївської області. Адміністративний центр — село Коблеве.

## Загальні відомості
- Територія ради: 2,501 км²
- Населення ради: 3 059 осіб (станом на 2001 рік)
- Водоймища на території, підпорядкованій даній раді: Тилігульський лиман, Чорне море.

## Населені пункти
Сільській раді  підпорядковані населені пункти , що входять до складу Коблівської сільської територіальної громади.

## Склад ради
Рада складалася з 22 депутатів та голови.
- Голова ради: Панич Володимир Михайлович
- Секретар ради:

### Керівний склад попередніх скликань
| Прізвище, ім'я, по батькові | Основні відомості                                                  | Дата обрання | Дата звільнення |
| --------------------------- | ------------------------------------------------------------------ | ------------ | --------------- |
| Панич Володимир Михайлович  | Сільський голова, 1960 року народження, освіта вища, безпартійний  | 26.03.2006   | 31.10.2010      |
| Панич Володимир Михайлович  | Сільський голова, 1960 року народження, освіта вища, позапартійний | 31.10.2010   | Нині на посаді  |

Примітка: таблиця складена за даними сайту Верховної Ради України

### Депутати
За результатами місцевих виборів 2010 року депутатами ради стали:

#### За суб'єктами висування
| Суб'єкт висування | Кількість обраних депутатів | %  |
| ----------------- | --------------------------- | -- |
| Самовисування     | 14                          | 70 |
| Партія регіонів   | 6                           | 30 |

#### За округами
| № округу        | Прізвище, ім'я, по батькові         | Дата визнання обраним | Освіта             | Партійна приналежність                        | Відомості про обраного депутата                     |
| --------------- | ----------------------------------- | --------------------- | ------------------ | --------------------------------------------- | --------------------------------------------------- |
| Партія регіонів |                                     |                       |                    |                                               |                                                     |
| 2               | Вербик Віктор Васильович            | 02.11.2010            | середня спеціальна | член Партії регіонів                          | ТОВ «ТІС», технік-електрик                          |
| 8               | Дем'яненко Віктор Михайлович        | 02.11.2010            | середня спеціальна | член Партії регіонів                          | тимчасово не працює                                 |
| 9               | Лозан Олександр Володимирович       | 02.11.2010            | середня            | член Партії регіонів                          | приватний підприємець                               |
| 13              | Полухін Геннадій Миколайович        | 02.11.2010            | середня спеціальна | член Партії регіонів                          | приватний підприємець                               |
| 19              | Бойко Віктор Андрійович             | 02.11.2010            | середня спеціальна | член Партії регіонів                          | приватний підприємець                               |
| 20              | Панич Олександр Олександрович       | 02.11.2010            | вища               | член Партії регіонів                          | приватний підприємець                               |
| Самовисування   |                                     |                       |                    |                                               |                                                     |
| 1               | Чернякевич Марія Георгіївна         | 02.11.2010            | вища               | член Політичної партії «Сильна Україна»       | Коблівська сільська рада, друкар                    |
| 3               | Масленікова Валентина Олександрівна | 02.11.2010            | середня спеціальна | член Всеукраїнського об'єднання «Батьківщина» | Домогосподарка                                      |
| 4               | Чаплюн Світлана Іванівна            | 02.11.2010            | вища               | позапартійна                                  | ВАТ «МТБ», касир                                    |
| 5               | Громова Зинаїда Володимирівна       | 02.11.2010            | вища               | позапартійна                                  | Коблівська сільська рада, спеціаліст-землевпорядник |
| 6               | Талоха Світлана Аркадіївна          | 02.11.2010            | вища               | позапартійна                                  | ВАТ «Коблево», робіт-ник                            |
| 7               | Кисіль Леонід Васильович            | 02.11.2010            | середня спеціальна | позапартійний                                 | приватний підприємець                               |
| 10              | Пугачова Валентина Федорівна        | 02.11.2010            | вища               | позапартійна                                  | Коблівська сільська рада, спеціаліст                |
| 11              | Копач Любов Олександрівна           | 14.11.2010            | вища               | позапартійна                                  | приватний підприємець                               |
| 12              | Осипенко Олексій Вікторович         | 02.11.2010            | вища               | позапартійний                                 | приватний підприємець                               |
| 14              | Ізман Олег Михайлович               | 02.11.2010            | вища               | позапартійний                                 | приватний підприємець                               |
| 15              | Резніченко Лариса Валентинівна      | 02.11.2010            | вища               | член Партії регіонів                          | Коблівська загальноосвітня школа, вчитель           |
| 16              | Писько Богдан Михайлович            | 27.12.2010            | середня            | позапартійний                                 | Коблівська сільська рада, оператор газової топкової |
| 17              | Коржова Ольга Миколаївна            | 02.11.2010            | вища               | позапартійна                                  | Коблівська сільська рада, секретар                  |
| 18              | Препелиця Ліліан Петрович           | 02.11.2010            | вища               | позапартійний                                 | приватний підприємець                               |